# Călin Peter Netzer
Călin Peter Netzer, est un réalisateur roumain, né le 1er mai 1975 à Petroșani.

## Filmographie

### Réalisateur
- 1998 : Zapada mieilor - Court métrage
- 2003 : Maria
- 2009 : La Médaille d'honneur (Medalia de onoare)
- 2013 : Mère et Fils (Poziția copilului)
- 2017 : Ana, mon amour

## Récompenses et distinctions
- 2009 : Prix du meilleur scénario et Prix du public au Festival du film de Turin pour La Médaille d'honneur
- 2010 : Prix de la mise en scène au Festival international du film d'Arras pour La Médaille d'honneur
- 2013 : Ours d'or à la Berlinale 2013 pour Mère et Fils